# Seru Epenisa Cakobau
Seru Epenisa Cakobau, ook wel Cacobau of Thakombau (1815-1883) was een Fijische Ratu en krijgsheer. Hij slaagde erin om de verschillende strijdende stammen in Fiji onder zijn leiding te plaatsen. Dit was in 1871 de basis van de oprichting van een verenigd koninkrijk, genaamd het Koninkrijk Fiji, met hem als koning. In 1874 werd het koninkrijk een Britse kolonie, de kolonie Fiji. Hij werd geboren als zoon van Ratu Tanoa Visawaqa en een van zijn negen vrouwen, Adi Savusavu.